# Đồi ngầm Tam Giang Tây
Đồi ngầm Tam Giang Tây là một thực thể ngầm thuộc quần đảo Trường Sa. Thực thể này được Việt Nam đặt tên vào năm 2024 theo Quyết định số 160/QĐ-ĐĐBĐVN-CS của Cục Đo đạc, Bản đồ và Thông tin địa lý Việt Nam, về việc chuẩn hóa và thống nhất Danh mục địa danh các đối tượng địa lý ngầm ở Biển Đông phục vụ công tác thành lập bản đồ và được in trên bản đồ Việt Nam chính thức năm 2025. Thực thể này có toạ độ là 08° 29' 27.36"B 114° 03' 2.22"Đ.
Đồi ngầm Tam Giang Tây là đối tượng tranh chấp giữa Việt Nam, Đài Loan, Philippines và Trung Quốc. Hiện chưa rõ nước nào thực sự kiểm soát rạn san hô này.